# Liesel Jakobi
Elisabeth Jakobi, més coneguda com a Liesel Jakobi   (Saarbrücken, 28 de febrer de 1939), i de casada Luxenburger, és una atleta alemanya, ja retirada, especialista en salt de llargada, que va competir durant les dècades de 1950 i 1960.
En el seu palmarès destaca una medalla d'or al Campionat d'Europa d'atletisme de 1958, per davant les soviètiques Valentina Lituyeva i Nina Protchenko. Fou subcampiona del salt de llargada d'Alemanya Occidental el 1959 i medalla de bronze el 1958, 1960 i 1963. En pista coberta fou campiona nacional del salt de llargada el 1958 i 1959 i el 1963 i dels 60 metres el 1960 i el 1963.

## Millors marques
- Salt de llargada. 6,16 metres (1963)[6]